# Đakovačka katedrala
Đakovačka katedrala Svetog Petra u neoromaničkom stilu stolna je crkva Đakovačko-osječke nadbiskupije.

## Povijest
Pripreme za gradnju nove đakovačke katedrale koja je trebala zamijeniti staru i prilično skromnu barokiziranu srednjovjekovnu građevinu koja je stajala iza biskupskog dvora započele su već krajem 18. i početkom 19. stoljeća. Ponajprije zbog nedostatka sredstava sagrađena je tek između 1866. i 1882. godine. Glavni inicijator podizanja ove građevine jeste đakovački biskup Josip Juraj Strossmayer.
Strossmayer je već početkom 50-ih godina 19. stoljeća započeo s prvim koracima u gradnji svoje nove stolne crkve. Stupio je u kontakt s bečkim arhitektom Karlom Rösnerom koji 1854. završava svoj prvi projekt za Đakovo. Ovaj projekt naposljetku neće biti realiziran ponovno zbog nedostatka sredstava te premišljanja biskupa Strossmayera o stilskom rješenju katedrale. Rösner će na izradi novog projekta za đakovačku katedralu biti angažiran 1865. Te je godine izradio svoju drugi i treći projekt za Đakovo. Po trećem projektu započet će izgradnja katedrale 1866. godine. Rösner umire 1869., nakon čega ga, u rujnu 1870. kao glavni arhitekt nasljeđuje Friedrich von Schmidt koji će voditi radove sve do 1882., odnosno posvete katedrale.
Između 1876. i 1882., pa i kasnije, na izradi projekata za opremu đakovačke katedrale Schmidtu će pomagati arhitekt Hermann Bollé. Oslikavanje katedrale Strossmayer je namjeravao povjeriti njemačkome nazarenskom slikaru Johannu Friedrichu Overbecku, no on je prije smrti uspio izraditi samo kartone za freske po kojima će tek djelomično oslik biti realiziran. 
Oslikavanje katedrale izveli su otac i sin Alexander Maximilian i Lodovico Seitz, sljedbenici nazarenskih slikara iz Rima. Hrvatski kipari Vatroslav Donegani i Ivan Rendić autori su najvećeg dijela skulptura na oltarima te reljefa u katedrali. Putujući u Bugarsku na diplomatsku službu, budući papa Ivan XXIII. prolazeći Đakovom proglasio je đakovačku katedralu »najljepšom crkvom između Venecije i Carigrada.«
U kripti katedrale grobnica je biskupa Strossmayera.

## Orgulje
Prve orgulje nove Strossmayerove katedrale, točnije rečeno sam instrument prvotnih orgulja izrađen je u vremenu između 1879. i 1882. godine u Bavarskoj u mjestu Oettingenu kod tvrtke Steinmayer. Kućište orgulja izradio je bečki stolar Karger prema projektima arhitekta Friedricha von Schmidta koje je razradio njegov učenik Hermann Bollé. Radilo se o za ono vrijeme vrlo velikom i kvalitetnom instrumentu koji je bio nagrađen i zlatnom medaljom na bavarskoj zemaljskoj izložbi u Nürnbergu 1882. Oblikovno rješenje koje su spomenuti arhitekti primijenili pri projektiranju orgulja, a koje obilježava miješanje elemenata romaničkog i gotičkog stila, prilagođava se rješenju cjelokupne unutrašnjosti đakovačke katedrale. Nalik su na brojne druge orgulje koje je u tom razdoblju Schmidt projektirao za druge austrijske crkve (bečke crkve u četvrtima Brigittenauu i Fünfhausu, franjevačke crkve u Innsbrucku, itd.). Ove su orgulje izgorjele u velikom požaru 1933. godine. Nove je izradio 1936., uz nadzor tada glavnih stručnjaka za orgulje u zemlji Franje Dugana i Franca Kimovca tvrtka Franca Jenka iz Št. Vida kod Ljubljane. Sam instrument postao je mnogo veći, no u izgledu kućišta orgulja uglavnom je zadržano ranije rješenje iz Schmidt-Bolléovog projekta koje je u manjoj mjeri romanizirano izbacivanjem nekih gotičkih elemenata, kako bi se instrument stilski u što je većoj mjeri moguće prilagodio unutrašnjosti đakovačke katedrale. Danas glazbalo ima ovu dispoziciju (2007.):
| I. manual C–a3 |              |        |
|                | Tibija       | 16′    |
|                | Principal    | 16′    |
|                | Dolce        | 8′     |
|                | Unda maris   | 8′     |
|                | Harm. flöte  | 8′     |
|                | Gamshorn     | 8′     |
|                | Kopula       | 8′     |
|                | Gamba        | 8′     |
|                | Diapason     | 8′     |
|                | Keraulofon   | 4′     |
|                | Tibija minor | 4′     |
|                | Oktave       | 4′     |
|                | Blockflöte   | 2′     |
|                | Superoktav   | 2′     |
|                | Kornet       | 8′     |
|                | Mixtura IV   | 2 2/3′ |
|                | Cimbal       | 1 1/3′ |
|                | Fagot        | 16′    |
|                | Tuba         | 8′     |

| II. manual C–a3 |                 |        |
|                 | Burdon          | 16′    |
|                 | Viola d'amor    | 16′    |
|                 | Principal       | 8′     |
|                 | Koncertna viola | 8′     |
|                 | Kvintadena      | 8′     |
|                 | Gedackt         | 8′     |
|                 | Flavta          | 8′     |
|                 | Prestant        | 4′     |
|                 | Rohrflöte       | 4′     |
|                 | Trav. flöte     | 4′     |
|                 | Kvinta          | 2 2/3′ |
|                 | Terca           | 1 3/5′ |
|                 | Superoktava     | 2′     |
|                 | Pikolo          | 1′     |
|                 | Mixtura         | 2 2/3′ |
|                 | Klarinet        | 8′     |
|                 | Harm. truba     | 8′     |

| III. manual C–a3 |                 |                 |
|                  | Lieblichgedeckt | 16′             |
|                  | Viol. principal | 8′              |
|                  | Eolina          | 8′              |
|                  | Vox coelestis   | 8′              |
|                  | Konc. flavta    | 8′              |
|                  | Dulciana        | 8′              |
|                  | Nachthorn       | 8′              |
|                  | Fugara          | 8′              |
|                  | Dolce           | 4′              |
|                  | Flavta amabile  | 4′              |
|                  | Principalino    | 4′              |
|                  | Nazard          | 2 2/3′          |
|                  | Flautica        | 2′              |
|                  | Siflöte         | 1′              |
|                  | Tercian         | 1 3/5′ + 1 1/3′ |
|                  | Harm. aethera   | 2 2/3′          |
|                  | Oboa            | 8′              |
|                  | Vox humana      | 8′              |
|                  | Tremulant       |                 |

| Pedal C–f1 |               |         |
|            | Grand bourdon | 32′     |
|            | Bourdonbas    | 16′     |
|            | Salicetbas    | 16′     |
|            | Principalbas  | 16′     |
|            | Violonbas     | 16′     |
|            | Kvintbas      | 10 2/3′ |
|            | Burdonalbas   | 8′      |
|            | Oktavbas      | 8′      |
|            | Violoncelo    | 8′      |
|            | Koralbas      | 4′      |
|            | Superoktava   | 2′      |
|            | Kornet        | 5 1/3′  |
|            | Bombarda      | 32′     |
|            | Tuba          | 16′     |
|            | Pozauna       | 8′      |
|            | Klarina       | 4′      |

Spojevi:

II-I, III-I, III-II, I-P, II-P, III-P.

Sup II-I, Sup III-I, Sup III-II, Sup III, Sup II, Sup III-P, Sup I-P.

Sub II-I, Sub III-I, Sub III-II. 

Kolektivi: P, MF, Grand Jeu, F, FF, Pleno.

Pomagala: dvije slobodne kombinacije, isklopka jezičnih registara, valjak za crescendo, papuča za rebrenice za III. manual (žaluzije), melodija u basu, autom. pianopedal, isklopka 32′+16′, isklopka registara.

## Vanjske poveznice

### Sestrinski projekti
|  | Zajednički poslužitelj ima još gradiva o temi Đakovačka katedrala |

### Mrežna sjedišta
- Đakovačko-osječka nadbiskupija